# Daria O’Konnel-Bronin
Daria O’Konnel-Bronin (* 22. März 1997) ist eine estnische Leichtathletin, die sich auf den Dreisprung spezialisiert hat.

## Sportliche Laufbahn
Erste internationale Erfahrungen sammelte Daria O’Konnel-Bronin im Jahr 2017, als sie bei der Sommer-Universiade in Taipeh mit 5,38 m und 12,14 m jeweils in der Qualifikationsrunde im Weit- und Dreisprung ausschied. 2023 wurde sie bei der 2. Liga der Team-Europameisterschaft im Rahmen der Europaspiele in Chorzów mit 12,48 m 13. im Dreisprung.
In den Jahren 2022 und 2023 wurde O’Konnel-Bronin estnische Meisterin im Dreisprung im Freien und auch in der Halle.

## Persönliche Bestleistungen
- Weitsprung: 5,86 m, 17. Januar 2021 in Tallinn
- Dreisprung: 13,06 m (+1,6 m/s), 6. Juni 2021 in Pärnu